# Barrio Tercero, Oaxaca
Barrio Tercero är en ort i Mexiko.   Den ligger i kommunen San José Lachiguiri och delstaten Oaxaca, i den sydöstra delen av landet, 400 km sydost om huvudstaden Mexico City. Barrio Tercero ligger 1 723 meter över havet och antalet invånare är 113.
Terrängen runt Barrio Tercero är lite bergig, och sluttar norrut. Runt Barrio Tercero är det ganska glesbefolkat, med 35 invånare per kvadratkilometer. Närmaste större samhälle är San Pedro Mixtepec, 14,0 km sydost om Barrio Tercero. Trakten runt Barrio Tercero består i huvudsak av gräsmarker.